# 情節
情節是作品中整個敘事的變化過程，通過事件、插曲、行動等結構成分，向結尾推進。情節是一切書寫的和口述的敘事所必有的因素。沒有情節，敘事是不可想像的。。
在創作領域，對小說、戲劇、電影、漫畫等作品的框架、事件構成而論的用語。和故事有所區別。

## 劇情結構

### 高潮
高潮是故事的高點，事件衝突的高峰。高潮的特色通常是最激烈的衝突和鬥爭、揭露故事中的秘密或遺失的關鍵。

### 結局
結尾甚為重要。在情節推進過程中，讀者不知道事件的意義，因為情節發展方向隨時可能變化，故事的線索也沒有固定。只有結尾才會給敘事畫上句號，使故事完整而呈現出意義。閱讀小說時，只有到了結尾，有了完整的故事，讀者才可以自行消化情節發的軌迹，明白整個故事的意義。